# Velký Rybník
Velký Rybník é uma comuna checa localizada na região de Vysočina, distrito de Pelhřimov.